# Vladimir Lapickij
Vladimir Michajlovič Lapickij (18 febbraio 1959) è un ex schermidore sovietico, vincitore di una medaglia d'argento nella scherma ai giochi olimpici.